# Julian Brandt
Julian Brandt (pronunție în germană [bʁant]; n. 2 mai 1996, Bremen, Germania) este un fotbalist german care joacă ca mijlocaș stânga sau mijlocaș ofensiv pentru Borussia Dortmund din Bundesliga și echipa națională a Germaniei.
Brandt a jucat peste 55 de apariții combinate pentru echipele de tineret ale Germaniei, jucând la toate nivelurile de la Sub-15 la Sub-21. A fost membru al echipei care a câștigat Campionatul European Sub-19 UEFA în 2014.

## Cariera pe echipe

### Primii ani
Julian Brandt s-a născut și a crescut în Bremen. În tinerețe, a jucat în orașul natal, la SC Borgfeld și apoi la FC Oberneuland, înainte de a se alătura academiei de tineret (Nachwuchsleistungszentrum) din VfL Wolfsburg.

### Bayer Leverkusen
În ianuarie 2014, Brandt a plecat la Bayer Leverkusen în timpul ferestrei de transfer din ianuarie pentru o sumă de 350.000 de euro, unde a semnat un contract profesionist până în 2019. Și-a făcut debutul profesionist pe 15 februarie 2014 în Bundesliga împotriva lui Schalke 04. L-a înlocuit pe Son Heung-min după 82 de minute într-o înfrângere cu 1–2 acasă. Trei zile mai târziu și-a făcut debutul în Cupa Europei când a intrat în prima manșă în faza eliminatorie împotriva lui Paris Saint-Germain în UEFA Champions League. Pe 4 aprilie 2014, a marcat primul său gol pentru Bayer Leverkusen, după ce a egalat în înfrângerea cu 1–2 împotriva lui Hamburger SV.
Pe 15 august 2015, Brandt a marcat golul victoriei după ce a apărut ca înlocuitor într-o victorie cu 2–1 împotriva lui 1899 Hoffenheim în meciul de deschidere al lui Bayer din sezonul 2015–16 din Bundesliga. Între 20 martie și 30 aprilie 2016, a marcat în șase meciuri consecutive din Bundesliga, devenind cel mai tânăr jucător de la Gerd Müller care a reușit acest lucru, înscriind în 72 de secunde într-o victorie cu 2-1 pe teren propriu împotriva lui Hertha BSC.
La 26 august 2017, Brandt a devenit cel mai tânăr jucător de la Leverkusen care a ajuns la 100 de apariții în Bundesliga, făcând acest lucru la vârsta de 21 de ani, trei luni și 25 de zile în timpul unui egal 2–2 împotriva lui Hoffenheim.
În a doua jumătate a sezonului 2018-19 din Bundesliga, Brandt a fost repoziționat de noul antrenor Peter Bosz, trecând de la poziția sa naturală largă la un rol mai central la mijlocul terenului alături de Kai Havertz. Contribuția sa la gol a crescut ca urmare a schimbării poziționale, iar în februarie 2019, după ce a marcat de două ori și a asistat încă patru goluri, a fost nominalizat pentru Jucătorul lunii. În cele din urmă, a câștigat premiul și, făcând acest lucru, a devenit primul jucător de la Leverkusen care a revendicat premiul. Două reușite împotriva lui Mainz 05 la începutul lunii a coincis și cu cel de-al 200-lea meci al său în toate competițiile pentru echipă.

### Borussia Dortmund
Brandt a fost ținta transferului lui Dortmund, după ce tânărul de 23 de ani a marcat șapte goluri în ligă, a oferit unsprezece pase decisive și, ulterior, a ajutat-o pe Leverkusen să termine pe locul patru în Bundesliga și să-și asigure un loc al treilea în turul preliminar al Ligii Campionilor pentru sezonul următor. Pe 22 mai 2019, Brandt a finalizat un transfer la Borussia Dortmund cu un contract de cinci ani pentru 25 de milioane de euro, după ce Dortmund a activat o clauză de reziliere în contractul său.

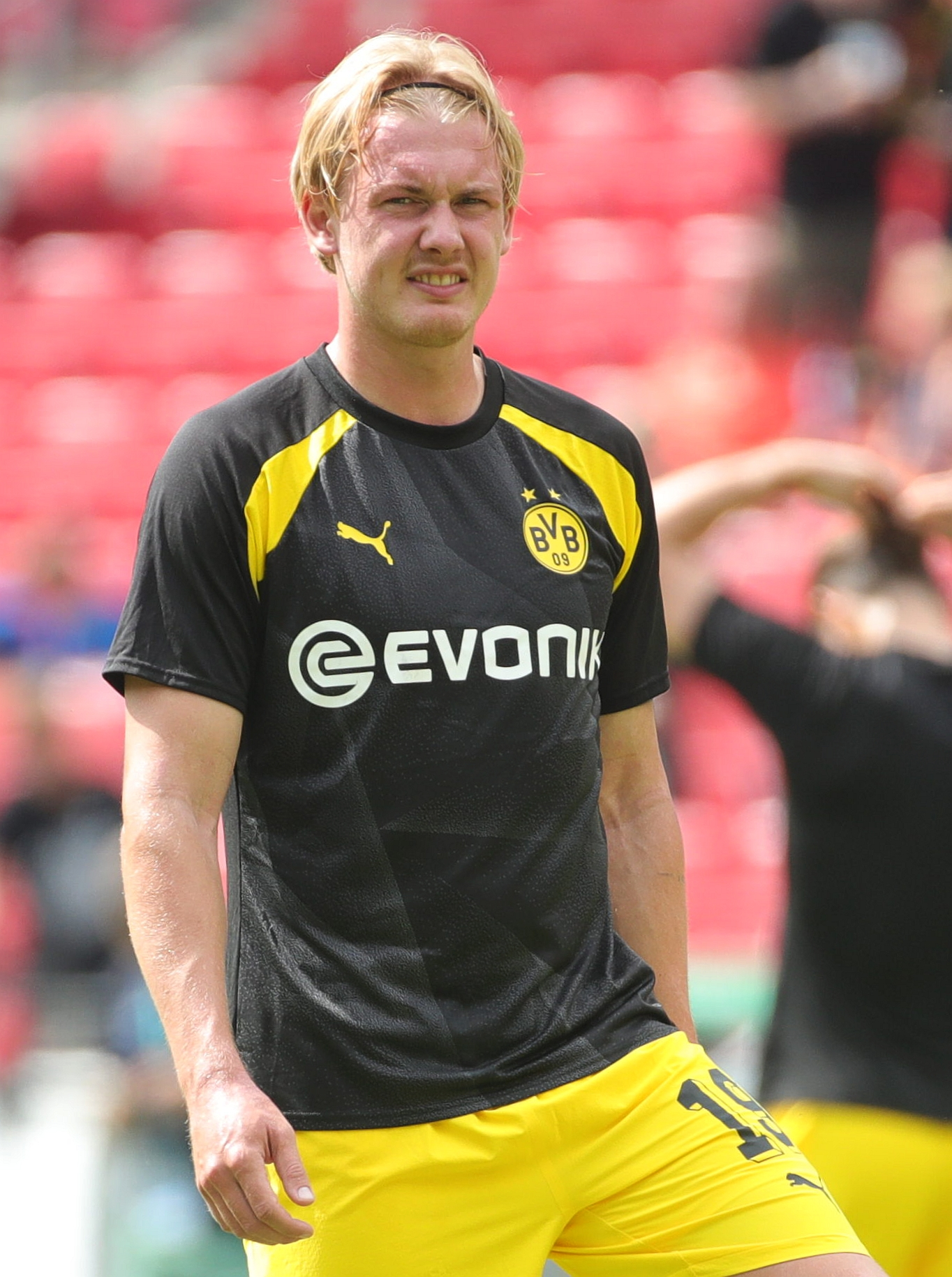
Brandt cu Borussia Dortmund în 2023

Brandt a marcat primul său gol în Bundesliga pentru Borussia Dortmund în primul său meci, scor 5–1 împotriva lui FC Augsburg în prima zi, înlocuind Thorgan Hazard.

## Cariera la națională
Pe 17 mai 2016, Brandt a fost numit în echipa preliminară de 27 de jucători a Germaniei pentru UEFA Euro 2016.
A făcut parte din lotul pentru Jocurile Olimpice de vară din 2016, unde Germania a câștigat medalia de argint.
Pe 4 iunie 2018, Brandt a fost inclus în echipa finală de 23 de jucători a Germaniei pentru Cupa Mondială din 2018. Pe 17 iunie, Brandt a făcut prima sa apariție la Cupa Mondială ca înlocuitor, înlocuindu-l pe Timo Werner în minutul 86, în meciul de deschidere împotriva Mexicului, în care a pierdut cu 1-0.

## Statistici privind cariera
La meciul jucat pe 1 mai 2024.
| Club                   | Sezon         | Campionat         | Campionat | Campionat | DFB-Pokal | DFB-Pokal | Europa  | Europa | Alte competiții | Alte competiții | Total   | Total  |
| Club                   | Sezon         | Divizie           | Meciuri   | Goluri    | Meciuri   | Goluri    | Meciuri | Goluri | Meciuri         | Goluri          | Meciuri | Goluri |
| ---------------------- | ------------- | ----------------- | --------- | --------- | --------- | --------- | ------- | ------ | --------------- | --------------- | ------- | ------ |
| Bayer Leverkusen II⁠(d) | 2013–14⁠(d)    | Regionalliga West | 1         | 1         | –         | –         | –       | –      | –               | –               | 1       | 1      |
| Bayer Leverkusen       | 2013–14       | Bundesliga        | 12        | 2         | 0         | 0         | 2       | 0      | –               | –               | 14      | 2      |
| Bayer Leverkusen       | 2014–15       | Bundesliga        | 25        | 4         | 4         | 0         | 6       | 0      | –               | –               | 35      | 4      |
| Bayer Leverkusen       | 2015–16       | Bundesliga        | 29        | 9         | 3         | 1         | 12      | 0      | –               | –               | 44      | 10     |
| Bayer Leverkusen       | 2016–17       | Bundesliga        | 32        | 3         | 0         | 0         | 8       | 1      | –               | –               | 40      | 4      |
| Bayer Leverkusen       | 2017–18       | Bundesliga        | 34        | 9         | 5         | 3         | –       | –      | –               | –               | 39      | 12     |
| Bayer Leverkusen       | 2018–19       | Bundesliga        | 33        | 7         | 3         | 2         | 7       | 1      | –               | –               | 43      | 10     |
| Bayer Leverkusen       | Total         | Total             | 165       | 34        | 15        | 6         | 35      | 2      | –               | –               | 215     | 42     |
| Borussia Dortmund      | 2019–20       | Bundesliga        | 33        | 3         | 2         | 2         | 7       | 2      | 0               | 0               | 42      | 7      |
| Borussia Dortmund      | 2020–21       | Bundesliga        | 31        | 3         | 5         | 0         | 8       | 0      | 1               | 1               | 45      | 4      |
| Borussia Dortmund      | 2021–22       | Bundesliga        | 31        | 9         | 2         | 0         | 7       | 0      | 0               | 0               | 40      | 9      |
| Borussia Dortmund      | 2022–23       | Bundesliga        | 32        | 9         | 3         | 0         | 7       | 1      | —               | —               | 42      | 10     |
| Borussia Dortmund      | 2023–24       | Bundesliga        | 29        | 6         | 3         | 1         | 10      | 2      | —               | —               | 42      | 9      |
| Borussia Dortmund      | Total         | Total             | 156       | 30        | 15        | 3         | 39      | 5      | 1               | 1               | 211     | 39     |
| Total carieră          | Total carieră | Total carieră     | 322       | 65        | 30        | 9         | 74      | 7      | 1               | 1               | 427     | 82     |

1. 1 2 3 4 5 6 7  Apariții în UEFA Champions League
2. ↑  Opt apariții în UEFA Champions League, patru apariții în UEFA Europa League
3. ↑  Apariții în UEFA Europa League
4. ↑  Apariție în DFL-Supercup
5. ↑  Cinci apariții în UEFA Champions League, două apariții în UEFA Europa League

## Titluri
Borussia Dortmund
- DFB-Pokal: 2020–21

Germania Sub-19
- Campionatul European Sub-19 ani: 2014[25]

Germania Sub-23
- Medalia de argint la Jocurile Olimpice de vară: 2016[26]

Germania
- Cupa Confederațiilor FIFA: 2017[27]

Individual
- Medalia Fritz Walter de aur Sub-18: 2014[28]
- Echipa sezonului din Bundesliga: 2018–19,[29] 2022–23[30]
- Jucătorul lunii din Bundesliga: ianuarie 2023, februarie 2023[31]